# Microlaimus affinis
Microlaimus affinis är en rundmaskart som beskrevs av Gerlach 1958. Microlaimus affinis ingår i släktet Microlaimus och familjen Microlaimidae. Inga underarter finns listade i Catalogue of Life.